# Batobius ruficollis
Batobius ruficollis es una especie de coleóptero de la familia Mycteridae.

## Distribución geográfica
Habita en Chile.